# Vis a vis - L'Oasis
Vis a vis - L'Oasis (Vis a vis: El Oasis) è una serie televisiva spagnola con Maggie Civantos e Najwa Nimri, presentata sia come spin-off che come quinta e ultima stagione della serie televisiva Vis a vis. La trama si concentra sulla relazione tra due personaggi del primo, Maca e Zulema, dopo essere usciti di prigione. È andato in onda nel 2020 su Fox Spagna.

## Trama
Sono trascorsi 12 anni dagli eventi avvenuti a Cruz del Norte. Le detenute hanno scontato la pena e sono uscite dal carcere, tra cui Macarena e Zulema. Le due donne sono socie da due anni e organizzano attacchi in gioiellerie e casinò di lusso. Se da un lato Macarena vorrebbe smettere con le rapine per tornare a una vita normale, Zulema non è d’accordo e propone un ultimo grande colpo prima di separarsi alla grande. La donna ha intenzione di rubare una tiara di diamanti del valore di ben 20 milioni che Victor Ramala, narcotrafficante, regalerà a sua figlia Katy il giorno del suo matrimonio. Entrambe sanno che si tratta di un lavoro molto meticoloso e sofisticato da fare in coppia, decidono quindi di reclutare una squadra. Le componenti della banda sono: Goya, ex conoscente di Maca e Zulema; con lei c’è Triana Azcoitia, una giovane hacker esperta in casseforti di ultime generazioni; Flaca, amica di Macarena, con cui ha condiviso la terapia di reinserimento dopo essere uscita dal carcere; infine c’è Monica Ramala, sorellastra di Katy e figliastra di Victor, per cui prova un profondo odio, che darà un posto nel catering alle ladre. Al termine del colpo tutte dovranno spartirsi i diamanti all’Oasis Hotel, gestito da un’inquietante anziana e dal suo figlio disabile. Tutto però non andrà secondo i piani e la tensione aumenterà tra di loro.

## Personaggi e interpreti

### Personaggi principali
- Zulema Zahir: "L'elfo venuto dall'Inferno" lascia il carcere dopo alcune collaborazioni con la polizia. E lo fa pronta a dare il colpo della sua vita in Messico. Interpretata da Najwa Nimri e doppiata da Valentina Pollani.
- Macarena Ferreiro Molina: È rimasto poco o niente di quella ragazza innocente che è entrata in galera dopo essere stata ingannata dal suo amante. Dopo due anni passati con Zulema, decide di abbandonare definitivamente la vita da criminale per tornare a fare una vita normale.  Interpretata da Maggie Civantos e doppiata da Maddalena Vadacca.
- Goya Santos - Vulcanica e viscerale. Una donna semplice e violenta. Ora è più tenera perché ha trovato l'amore in Triana. Interpretata da Itziar Castro e doppiata da Cinzia Massironi.
- Víctor Ramala: Il narcotrafficante messicano più pericoloso della regione sarà il bersaglio della banda di Macarena e Zulema. Ignaro dei piani delle criminali, l'uomo si concentrerà sul da fare per regalare un perfetto matrimonio a sua figlia Katia. Interpretato da David Ostrosky e doppiato da Mario Zucca.
- Cepo Sandoval: 35 anni figlio di Ama. Soffre di disabilità e frequenti attacchi di epilessia, per i quali porta in testa un casco da rugby. Innocente e sincero. Aiuta in hotel, porta le valigie, gli asciugamani, pulisce la piscina... A volte dice la verità come pugni per la sua innocenza. Interpretato da Lucas Ferraro e doppiato Dario Sansalone.
- Ama Castro: 73 anni. Proprietaria dell'Oasis Hotel. Vive da anni in hotel con suo figlio Cepo. Educata e gentile con i clienti, anche se a volte un po' ficcanaso. Interpretata da Ana María Picchio e doppiata da Marina Thovez.

### Personaggi ricorrenti
- Laura "La Flaca" : Una componente della banda e amica di Macarena. Interpretata da Isabel Naveira e doppiata da Elena Mancuso.
- Moníca Ramala: È una donna tossicodipendente componente della banda di Macarena e Zulema. È la figliastra di Ramala e sorellastra di Katia, a cui vuole molto bene. Interpretata da Lisi Linder e doppiata da Jolanda Granato.
- Triana Azcoitia: 20 anni. Del Millennio. La più giovane della banda. Sicura di sé, sofisticata e ambiziosa, senza rispetto per le gerarchie. Irriverente e sexy. Esperta in aprire cassaforti di ultime generazioni. È la fidanzata di Goya. Interpretata da Claudia Riera e doppiata da Valentina Framarin.
- Kati Ramala: È la giovane figlia di Ramala costretta a sposare un uomo che non ama. Interpretata da Alma Itzel e doppiata da Virginia Astarita.
- Mati: interpretato da Fernando Sansegundo.
- Colsa: interpretato da Iván Morales.
- Diego Ramala: È il fratello di Monica e la spalla destra di Ramala. Interpretato da Almagro San Miguel e doppiato da Davide Farronato.
- Apolo: interpretato da Lolo Diego.
- Julián Quintanilla: È il padre di Vivi che soffre di disturbi psichici. Interpretato da Pablo Vázquez.
- Elena Quintanilla: È la madre di Vivi. Interpretata da Natalia Hernández e doppiata da Stefania Patruno.
- Vivi Quintanilla: È la figlia di Juliàn e Elena. Interpretata da Paula Gallego e doppiata Valeria Damiani.
- Pérez: interpretato da José De La Torre.

### Guest star
- Carlos Sandoval: Interpretato da Ramiro Blas e doppiato da Roberto Accornero.
- Román Ferreiro Molina: Interpretato da Daniel Ortiz e doppiato da Claudio Colombo.
- Damián Castillo: Interpretato da Jesús Castejón e doppiato da Claudio Moneta.
- Saray Vargas: La vecchia amica di Zulema in prigione che appare al funerale della donna e danza in suo onore. Interpretata da Alba Flores e doppiata da Elisa Giorgio.

## Episodi
| nº | Titolo originale                                            | Titolo italiano                                               | Prima TV Spagna | Pubblicazione Italia |
| -- | ----------------------------------------------------------- | ------------------------------------------------------------- | --------------- | -------------------- |
| 1  | Como esos matrimonios que antes de separarse tienen un hijo | Come le coppie sposate che fanno un figlio prima di separarsi | 20 aprile 2020  | 31 luglio 2020       |
| 2  | La boda                                                     | Il matrimonio                                                 | 27 aprile 2020  | 31 luglio 2020       |
| 3  | Como te quiere una madre                                    | L'amore di una madre                                          | 4 maggio 2020   | 31 luglio 2020       |
| 4  | Iguales o nada                                              | O pari o niente                                               | 11 maggio 2020  | 31 luglio 2020       |
| 5  | La vida de los mosquitos                                    | La vita delle zanzare                                         | 18 maggio 2020  | 31 luglio 2020       |
| 6  | Odio el sentimentalismo                                     | Odio i sentimentalismi                                        | 25 maggio 2020  | 31 luglio 2020       |
| 7  | La línea roja                                               | La linea rossa                                                | 1 giugno 2020   | 31 luglio 2020       |
| 8  | ¿Quién era Zulema Zahir?                                    | Chi era Zulema Zahir?                                         | 8 giugno 2020   | 31 luglio 2020       |

## Produzione

### Sviluppo
Il 23 gennaio 2019 FOX Spagna aveva annunciato che Vis a vis si sarebbe definitivamente conclusa con la quarta stagione. Dopo la trasmissione dell'ultimo episodio della serie, il 4 febbraio dello stesso anno, dove i personaggi Macarena e Zulema uscite da CRUZ DEL NORTE rapinavano un negozio di gioielli di lusso i fan della serie chiedevano uno spin-off che raccontasse il seguito della storia delle due ex detenute, sia attraverso il social network Twitter che organizzando raccolte di firme.
FOX Spagna e i produttori Globomedia e FOX Networks Group Spagna hanno chiesto alle due attrici di continuare a interpretare i rispettivi personaggi.
Alcuni mesi dopo, il 23 maggio 2019, Fox Spagna e Globomedia hanno confermato ufficialmente la produzione dello spin-off dal titolo El Oasis. Annunciata la presenza delle attrici Maggie Civantos e Najwa Nimri ed è stato annunciato che diversi volti della serie originale sarebbero apparsi anche negli otto episodi.

### Scrittura
Gli autori delle sceneggiature degli otto episodi sono stati Iván Escobar (uno dei creatori di Vis a vis), Ruiz Córdoba (autrice della terza e quarta stagione) e Lucía Carballal (autrice della quarta stagione). Dopo aver lavorato alla trama e alle sceneggiature della serie per circa un anno a metà agosto inviano agli attori le sceneggiature degli episodi, anche se le versioni finali sono state consegnate a settembre. A differenza delle stagioni precedenti questa volta le sceneggiature di tutti gli episodi sono state scritte prima dell'inizio delle riprese.

### Riprese
Le riprese della serie sono iniziate ufficialmente il 21 ottobre 2019 a Madrid, anche se le prime scene erano state già girate a partire dal 17 ottobre. Dopo un mese di riprese per le scene in esterni, come la grande rapina, la produzione si trasferisce ad Almería a novembre. La registrazione degli esterni dell'Hotel Oasis è stata prodotta ad Agua Amarga mentre altri esterni girati nel deserto di Tabernas. A dicembre la troupe torna a Madrid per continuare a girare scene sul set negli studi Adisar Media e in altri esterni. Le riprese della serie si concludono la notte del 31 gennaio 2020.